# De l'orador
De l'orador (en llatí: De oratore) és un llibre publicat per l'escriptor i polític romà Ciceró el 55 aC. Hi explica, de manera teòrica, la formació d'un orador. L'any en què se situa el diàleg és el 91 aC. El motiu pel qual escriu el diàleg és la seva sortida de la vida política i l'exili que li proporciona temps per dedicar-se a les seves aficions, també anomenat otium.
Ciceró comença desenvolupant el diàleg dirigint-se al seu germà Quint. A partir d'aquí presenta l'escena a casa de Luci Licini Cras a Túscul, on hi han reunits una sèrie de personatges. Aquests personatges seran els encarregats de dialogar i discutir com ha de ser un bon orador.

## Context històric
Ciceró és un autor que pertany a l'últim segle de la República romana. De Oratore és un diàleg que ens evoca als anys de conflicte entre el 121 aC i el 91 aC.
La destrucció de Corint i Cartago al 146 aC i la de Numància al 133 aC provoquen un malestar social. Per culpa d'aquesta successió de guerres no hi ha ni cohesió politicosocial ni econòmica. I l'Estat s'acaba de sumir en la ruïna econòmica a causa de la corrupció, la demagògia i la violència.
A més a més, els interessos de la classe benestant del moment, els equites, no concordava amb els interessos del baix poble, que perd poder sobre les seves terres. Per restituir-los-los els tribuns de la plebs, Tiberi i Grac, posen en marxa una reforma agrària. La reforma consisteix en el fet que l'Estat limitava el terreny dels propietaris compensant-los amb béns.
A part d'aquestes classes socials les quals ja tenien els seus propis problemes, trobem els socii, els anomenats aliats, que volien tenir plens drets com a ciutadans.
En conseqüència de la insatisfacció sorgeixen tres faccions: populares, optimates i equites.
Aquest tractat de retòrica és escrit al 55 aC. Aleshores, Ciceró després de ser destinat a l'exili escriu De oratore. Ciceró ho escriurà en un temps d'agitació, així que l'obra tindrà un caràcter moralitzador, ja que pretén fer saber que no hi ha bons oradors sinó que hi ha bons poetes i bons filòsofs. A més a més, és la primera obra de la trilogia de retòrica més important de Ciceró, juntament amb Brutus i Orator.

## Esctructura i continguts
El diàleg està estructurat en tres llibres, dirigits al seu germà Quint.

### Llibre I
Ciceró explica al seu germà, Quint, el diàleg que van tenir Luci Licini Cras i Marc Antoni, els oradors del moment, amb altres personatges sobre l'eloqüència i l'orador ideal.
Inicia el diàleg Cras exposant el que és bo de l'eloqüència. Per un cantó, la importància per a la societat humana d'aquesta, ja que racionalitza. I per una altra banda, la dificultat de desenvolupar-la. Cras respon a aquesta dificultat dient que un bon orador ha de saber de moltes tècniques, és a dir, de dominar molts camps. Muci Escèvola contraataca defensant que en construir una societat no s'exalta l'eloquentia o eloqüència de l'home sinó la prudentia o la prudència. Més endavant, Cras exposa que a l'orador li serà més fàcil deslliurar-se dels plaers, ambicions... si està dotat de filosofia moral.
Com a primera conclusió, Cras exposa que és tan important la forma del diàleg com el seu contingut. Aleshores, entra en escena Marc Antoni que es posiciona al cantó de Cras. Per una part perquè creu que l'eloqüència necessita tenir molta cultura, que no tindrà qualsevol ciutadà.
Seguidament, Cai Aureli Cota i Sulpici demanen a Cras que expliqui com arribar a ser un bon orador, és a dir, les característiques.
Els Elementa artis, o característiques d'un bon discurs, s'engloben en:
-Els dots naturals són necessaris per ser un bon orador perquè sense una gràcia natural no hi ha res a fer.
-La tècnica és la part teòrica del discurs.
-La pràctica és consecutiva a la tècnica. Busca exercir la tècnica que ja ha estat apressa.
Aquests tres elements amb una bona veu, salut i dots per argumentar.
Els cinc elements per portar a terme un discurs:
-Inventio: buscar arguments que s'exposaran.
-Dispositio: ordre dels arguments.
-Elocutio: ornamentació dels discursos amb recursos estilístics.
-Memoria o memorització del discurs
-Actio o posada en escena, és a dir, la gesticulació i la dicció.
Els sentiments que s'ha de suscitar en el públic per persuadir-lo:
-Conciliare o atraure al públic.
-Probare o persuadir argumentant.
-Movere o commoure a l'oient.
L'estructura del discurs:
-Proemi/Exordi: justificació del tema que tracta.
-Probatio/Refutatio: posa en contraposició elements favorables del discurs.
-Peroratio: acomiadament del discurs.
Per tant, Ciceró explica que l'orador és un escriptor però que pensa el que diu i ho poleix. A través de la intervenció de Marc Antoni, Ciceró ens fa saber que el discurs s'ha de fer creïble ja sigui manipulant els sentiments, de proves... i amb un llenguatge eficaç. I que un bon orador ha de conèixer bé les lleis.

### Llibre II
Marc Antoni construeix l'oratòria com un tot. Tot i que, Marc Antoni es dedicarà a revestir-la amb la inventio, la dispositio i la memoria, en canvi, Cras serà l'encarregat d'adornar el discurs amb la elocutio, o comunicació', i la actio, o posada en escena. L'àmbit de l'eloqüència és explicat per la materia artis, on explica que els tres tipus de discursos: judicial, deliberatiu i demostratiu. Els dos primers són els més importants i l'últim és el menys important a Roma. Marc Antoni demana que l'oratòria tingui unes regles.
En els anomenats tria oratoris officia: probare, conciliare i movere, també anomenades tècniques per persuadir el públic. El probare serveix per argumentar de manera lògica i els altres dos següents són igualats amb l'éthos', i el páthos. L'orador haurà de donar més validesa a una tècnica o altra segons el discurs a defensar.
S'exposa que la dialèctica és un saber general que organitza i posiciona la realitat. El ridiculum, humor, és un bloc important en l'obra, ja que és un mitjà de persuasió. Aquest humor és format per la dicacitas, humor puntual, i la cavillatio, que és per mostrar l'enginy d'un mateix i no expressament per riure d'un altre. A més, Ciceró està proposant que el ridiculum tingui un fonament en els verba, paraules, i en res, en una situació. I presenta un orador des de l'ethos, és a dir, que quedi de la millor manera possible.
A més a més, ens fa saber que l'únic que ha de fer l'orador és informar i res més.

### Llibre III
Ciceró exposa, en primer lloc, la mort de Cras la qual va tenir greus conseqüències per a Roma. A continuació, Cras exposa les dues qualitats del llenguatge que ha de tenir un bon oradors. Aquestes són la latinitas, tot allò que fa referència al llatí', i la perspicuitas o comprensió del discurs. I que a més a més ho haurien de complir tots els ciutadans. Explica els tres tipus de coneixement: conjectura, definició i conseqüència. A aquests coneixements ha de tenir accés un bon orador.
El patrimoni del verdader orador és l'ornatus, o ornamentar el discurs mitjançant figures estílistiques i literàries', connectat amb laptum i la importància que mostra per l'estil que té el discurs demostratiu. L'ornatus, que és el llenguatge artístic, s'engloba en dos grups. El de les paraules aïllades amb els arcaismes, els neologismes i la metàfora. I el de les paraules en connexió que reuneix les paraules amb ordre, els fenòmens relacionats amb el ritme i amb les clàusules sil·làbiques. L'apartat més important és el ritme el qual és destacat pel problema de l'aticisme i l'asianisme.
Per acabar, parla sobre l'actio, la posada en escena, la qual està sotmesa pels gestos i la veu.

## Transmissió textual
De oratore comparteix la seva transmissió textual juntament amb el de Orator i Brutus.
Partim de dos manuscrits des de l'antiguitat:
-Família M (mutili): amb parts de De oratore perdudes. Manuscrits insulars.
Manuscrits:
H: manuscrit més antic i més complet
A: presenta modificacions.
E: presenta modificacions.
-Familia L (Laudensis): no està complet. Conté discursos com: De oratore, De inventione, Rethorica ad Herenium, Orator, Brutus.
Manuscrits:
V: L'obra es reconstrueix a partir d'aquest manuscrit
L: És una còpia de V.
O i P: Són còpies de L
Com a conclusió, M és un estudi més gramatical, en canvi, L esta lligada a una tradició de retors.

## Traduccions catalanes
- De l'orador. Llibre I, volum I. Traducció de Mossèn Salvador Galmés. Barcelona: Fundació Bernat Metge, any 1929 (74 pàgines dobles en traducció bilingüe llatí / català).